# FC Unirea Urziceni
Fotbal Club Unirea Voluntari Urziceni, poznatiji kao Unirea Urziceni, je bivši rumunjski nogometni klub iz grada Urzicenija, Ialomiţa. Od osnutka 1954. godine, klub je više puta mijenjao ime: Aurora, Avântul, Ferom, Agricultorul, i na kraju, Unirea. Klub je od treće lige dospjeo u prvu ligu, a 2008. su osvojili rumunjski kup. Sezone 2009./10., klub se plasirao u UEFA Ligu prvaka, a nakon igranja u sklupinama, sezonu su nastavili u Europskoj ligi. Vlasnik kluba Dumitru Bucsaru, 2011. je odlučio ugasiti klub.
Momčad je svoje domaće utakmice igrala na stadionu Tineretului u Urziceniju, s oko sedam tisuća sjedala kapaciteta. Otvoren je 1976., ali je konačan izgled dobio 2005. godine, nakon renovacije. Europske utakmice, Unirea je igrala na obližnjem stadionu Steaua u Bukureštu. Popularni nadimak kluba bio je Chelsea iz Ialomiţe.

## Nagrade i uspjesi
Liga I
- Prvaci (1): 2008./09.

Liga III
- Prvaci (1): 2002./03.

## Poznati igrači
| - Ştefan Preda - Mircea Oltean - Vicenţiu Dragomir - Andrei Iordache - Florin Nedelcu - Bogdan Stelea - Vasile Jercălău - Claudiu Mutu - Epaminonda Nicu | - George Galamaz - László Balint - Romeo Colda - Ştefan Odoroabă - Irinel Voicu - Marian Vătavu - Raul Rusescu - Alexandru Pojer - Valentin Filatov | - Mihai Pârlog - Mihai Iacob - Nemanja Jovanović - Mircea Ciorea - Constantin Stănici - Cristian Vlad - Miloš Bogdanović - Dumitru Gheorghe - Cristian Ciubotariu | - Hristu Chiacu - Cristian Constantin - Cornel Predescu - Bogdan Vrăjitoarea - Dorel Zaharia - Bogdan Mara - Bogdan Stancu - Romik Hačatrjan - Pablo Brandan |

## Vanjske poveznice
- Službena stranica
- Profil  Arhivirana inačica izvorne stranice od 1. rujna 2009. (Wayback Machine) na ESPN.com
- Profil na UEFA.com